# 長谷章久
長谷 章久（はせ あきひさ、1918年(大正7年)11月28日- 1985年(昭和60年)10月25日）は、国文学者。

## 人物・来歴
東京生まれ。1942年東京帝国大学文学部国文科卒。1947年同大学院（旧制）修了、埼玉大学助教授、教授、1962年「仮作物語の享受に関する研究」で東京大学文学博士。1981年埼玉大学を定年退官、名誉教授、放送大学教授、埼玉教育センター長。日本風土文学会会長を務めた。自ら写真を撮り、啓蒙的な書物を多く著した。

## 著書
- 『平安時代の風俗』河出書房、1954
- 『日本文学史図鑑』河出書房、1955
- 『奥の細道』角川写真文庫、1956
- 『国文参考図鑑』旺文社、1960
- 『目で見る服飾の歴史 日本』さ・え・ら書房、1960
- 『古典文学の風土』學燈社、1962-1963
- 『芭蕉 その旅と史蹟』人物往来社、1964
- 『京都御所 美と千年の歴史』人物往来社 1964
- 『東京の中の江戸』角川文庫、1967　のち選書
- 『日本文学と風土』講談社現代新書、1968
- 『作り物語の享受に関する研究』風間書房、1969
- 『花の京都御所』毎日新聞社、1971
- 『万葉東歌の世界 写真集』写真・文 講談社、1977
- 『日本文化論 日本人の実態と文化の特質を求めて』旺文社 テレビ大学講座、1982
- 『日本文化論』放送大学 日本放送出版協会(発売)、1985
- 『東京歴史物語 新・東京の中の江戸』角川選書、1985 『江戸・東京歴史物語』講談社学術文庫
- 『和歌のふるさと 写真集 歌枕をたずねて』大修館書店、1990

解題
- 『青表紙本源氏物語 夢の浮橋』解題 新典社、1970

## 参考
- [ISBN　978-4-06-159597-2]
- 『人物物故大年表』